# Cantó de Torrevella
El cantó de Torrevella (19 - 25 de juliol de 1873) va ser un exemple notable de l'explosió revolucionària popular de l'estiu de 1873, a l'empara del moviment cantonal sorgit arran de la instauració de la Primera República.

## Antecedents
L'exili de la reina Isabel II, filla de Fernando VII, a París el 30 de setembre de 1868 com a conseqüència de la Gloriosa, va marcar el començament de l'anomenat Sexenni Democràtic.
Un govern provisional, encapçalat brevíssimament per Pascual Madoz -tres dies- i Joaquín Aguirre -dos dies- va donar pas al de Francisco Serrano -del 8 d'octubre de 1870 a l'11 de febrer de 1873-, quan les Corts van declarar rei d'Espanya a Amadeu I de Savoia.
El regnat d'Amadeu I, de 16 de novembre de 1870 a 11 de febrer de 1873, que abdica, és succeït per la proclamació de la Primera República, presidida per Estanislao Figueras des del 12 de febrer de 1873 fins a l'11 de juny del mateix any.
Després de l'exili d'Estanislao Figueras, Francesc Pi i Margall es fa càrrec de la prefectura de l'Estat fins al 18 de juliol, per ser succeït per Nicolás Salmerón (fins al 7 de setembre), per finalment, i des d'aquesta data fins al 3 de gener de 1874, per Emilio Castelar.
Aquests quatre presidents, defensors d'una república federal, com es recollia en el projecte de Constitució de 1873, són succeïts per Francisco Serrano, defensor d'una república unitària i que va estar en el càrrec des del 3 de gener de 1874 fins al 30 de desembre del mateix any.

## La Primera República a Torrevella
En sessió extraordinària de data 6 de febrer de 1873 es va procedir al nomenament dels comandaments de les Milícies Ciutadanes recentment creades, com a capitans es nomena a Antonio Mínguez Sánchez, Rafael Sánchez Barceló i José Molina Quesada.
La Corporació local estava presidida per Antonio Mínguez Sánchez, monàrquic, al començament de 1873. Quan la notícia de la proclamació de la Primera República, el 12 de febrer de 1873, va arribar a Torrevella, va causar profunda emoció i gran entusiasme en els republicans i sorpresa i desconcert en els monàrquics.
Concha Boracino, vídua de Tomás Parodi Pérez, que havia estat una figura local del republicanisme federal militant, va encapçalar la Comissió de Comitè Republicà Federal que, el 13 de febrer, es va presentar a l'Ajuntament i va exigir a l'alcalde el lliurament immediat del poder, mentre a la plaça de l'Església es concentraven diversos grups de republicans armats. Un altre grup havia pres la torre del campanar de l'església per alertar de qualsevol moviment de tropes o ciutadans que poguera produir-se.
L'alcalde i els regidors, encara que van ser obligats a desallotjar l'edifici, es negaren a lliurar els poders i van acordar informar dels fets ocorreguts i el seu reconeixement al nou règim mitjançant telegrames –el telègraf s'inaugurà el 5 de juny– dirigits al govern de Madrid i al governador d'Alacant. Van decidir reunir-se en altres llocs mentre durara l'alçament local. A continuació, l'alcalde es va desplaçar a Alacant per notificar els darrers esdeveniments al governador civil, i de com els federals s'havien apoderat del poble. Quan l'endemà l'alcalde va tornar d'Alacant -sense haver cap suport del governador-, es va trobar amb la seu de l'Ajuntament ocupada per la Junta Revolucionària.
El dia 15 la Corporació presidida per l'alcalde Antonio Mínguez es va reunir al domicili del regidor Manuel Torregrosa Saura. Els edils, després de sentir a l'alcalde, van acordar que tots es mantindrien en els seus llocs, que reconeixerien al govern de la República constituïda, i van declarar il·legal la Junta Revolucionària local i els fets promoguts per aquesta.
El dia 16 de febrer. després de rebre una ordre governativa remesa per les noves autoritats republicanes de la nació, la Junta Federal va abandonar les Cases Consistorials. Quan va tenir coneixement d'aquest fet, l'alcalde, al capdavant dels regidors, va tornar a l'edifici de l'Ajuntament per reprendre el poder.
La Junta Revolucionària no va estar ociosa en els quatre dies d'ocupació: va paralitzar per complet la gestió administrativa, va destituir a l'alcalde de barri de la Mata, va rescindir els contractes als arrendataris del cobrament de consums i arbitris…
En tornar el poder, la Corporació encapçalada per Mínguez es va veure davant la impossibilitat de desfer el fet, sobretot per la impopularitat dels consums.

## El Cantó de Torrevella
La retirada de les Corts de la minoria federal intransigent, l'1 de juliol de 1873, va desencadenar la rebel·lió cantonal. Els federals exaltats de províncies van depassar l'intent de coordinació del Comitè de Salvació Pública, procedint a proclamar els seus cantons sense esperar al fet que s'establiren oficialment mitjançant la promulgació d'una projectada Constitució federal, fins a un total de vint-i-nou. El Cantó Murcià es va iniciar a Cartagena el 12 de juliol.
A Torrevella s'havia cessat a l'alcalde Mínguez i a tots els seus regidors amb data 13 d'abril, i s'havia nomenat un nou alcalde: Francisco Gallud Rodríguez, al seu torn destituït i substituït per Francisco Gálvez amb data de 12 de juny.

Focus de la revolta cantonal (sobre les fronteres actuals)

El Cantó de Torrevella es va declarar el dia 19 de juliol de 1873, en coincidència amb Almansa, Cadis, Sevilla i Tarifa. Relleu, una altra població alacantina distant de Torrevella uns cent quilòmetres, es va situar sota la protecció d'aquesta.
Va ser el moviment cantonalista de Torrevella un moviment espontani, que comptava amb la sòlida base de gran part de la petita burgesia simpatitzant del Partit Demòcrata (després Republicà Federal), ja que en les seves intencions figuraven punts atractius per a un poble mercantil i mariner tals com la llibertat de comerç, la reducció dràstica dels drets aranzelaris, la supressió de les matrícules de mar i l'abolició del servei militar.
L'anteriorment citada Concha Boracino va assumir la presidència del Cantó, cas inaudit per a l'època, ja que es tractava d'una dona en el context de l'època. La Junta va procedir a destituir a l'alcalde i als funcionaris pimargallians del municipi i va excarcerar, per raons d'humanitat els presos detinguts en les dependències municipals.
La Junta Federal, durant el temps que va romandre en el poder, va procedir a la implantació del model republicà-federal: es van tornar a suprimir els arbitris i consums, que eren la principal font d'ingressos municipals, i que va tenir com a efecte imprevist la ruïna del contraban, tradicionalment protagonista de l'economia submergida torrevellenca. D'igual manera, la Junta va nomenar un nou capità del port, administrador de duanes i com a interventor de les salines a Tomás Parodi Boracino, de 18 anys i fill de Concha, i president del Comitè Republicà Federal en 1872.
Eixa mateixa vesprada del dia 19 de juliol, després d'una consulta popular, es va desplaçar a Cartagena una delegació, presidida pel marí mercant José Solano Huertas, on haurien de donar a conèixer els desitjos de Torrevella “d'ingressar en el Cantó murcià, i així deixar de pertànyer a l'antiga província d'Alacant”.
La Junta Cantonal de Cartagena va nomenar comandant de la fragata Vitoria a José Solano. Aquest va acompanyar a Antonete Gálvez en la seva expedició a Alacant, que tenia el triple objectiu de propagar la causa cantonal, dotar al Cantó murcià de fronteres naturals i assegurar l'aprovisionament de Cartagena. A la tornada, ancoraren a Torrevella.
Al comandament del Vigilante, vapor armat que encapçalava ara Solano, l'expedició va recalar a Torrevella el 22 de juliol. La rebuda va ser apoteòsica. Gálvez, acompanyat pels líders de la Junta Cantonal, va desembarcar en el moll del Turbio, on va ser rebut per la Junta Revolucionària en ple, presidida per Concha Boracino.
En posar un peu en terra, Antonete Gálvez va ser rebut per una ovació atronadora, mentre sonaven els compassos de la banda de música. Després d'arengar a la gentada a l'esplanada del port, la comitiva va recórrer el camí fins a l'Ajuntament, on es va formalitzar la incorporació de Torrevella al Cantó murcià. Es va procedir també a introduir reajustaments en la Junta, es va destituir al comandant de Marina i es van designar quotes als majors contribuents. Un corresponsal de El Constitucional, diari alacantí monàrquic gens afecte al visitant, recull un resum del discurs, ironitzant sobre els murcianismes de l'orador:
| « | …que se había hecho la revolución más gloriosa que se conocía en España, y por lo tanto SEMOS independientes, porque AGORA el Gobierno está ya bajo su dominio y sólo en el caso de que éste lo reconociera como amigo, cedería de la actitud en que se había colocado, que él era capitán general de VALDES, y que lo hacía para el bien de su patria” | » |

Gálvez va procedir al nomenament d'una Junta Local de Salvació Pública, requerint l'ajuda econòmica que poguera recaptar-se i concertant que el Vigilante vinguera setmanalment a Torrevella per recaptar els diners dels beneficis de la Duana i de les Salines, que van passar des d'aquest dia a dependre directament de la Hisenda cantonal. Les pretensions de Gálvez eren recaptar 500.000 reals, però després d'haver retingut quan eixia de la vila a l'administrador dels fons de l'Ajuntament, el total de la recaptació ascendia a 70.000 reals, procedents dels fons de l'Ajuntament, l'administració de les Salines, la Duana i d'alguns contribuents a canvi d'algunes partides de sal a baix preu. Gálvez, després de sopar, va ser convidat a passar la nit a la casa de Concha Boracino.
El dia 23 es van repetir les manifestacions del dia anterior i Gálvez, després d'acomiadar-se en el moll dels membres de la Junta Federalista Local i del nombrós públic present, va embarcar en el Vigilante, que va enarborar la bandera vermella del Cantó i va salpar rumb a Cartagena després de la estentórea ordre de Gálvez, A toa proa!, que delatava el seu escàs coneixement del llenguatge mariner.

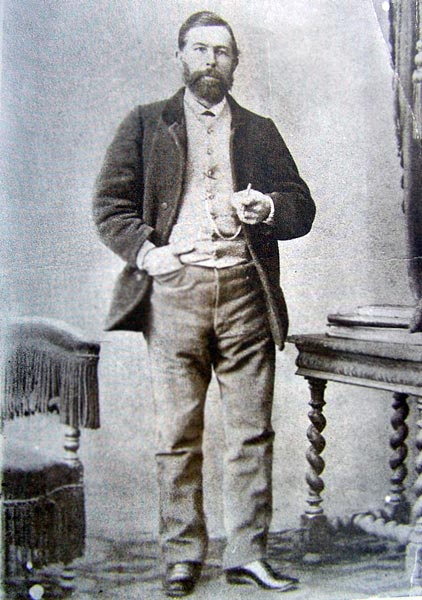
Antonio Gálvez Arce, "Antonete Gálvez".

Jacobo Oreyro y Villavicencio, Ministre de Marina de Nicolás Salmerón, nou President de la República, va emetre un decret el 21 de juliol que declarava pirates a tots els vaixells sota bandera cantonal. Com a conseqüència d'això, la fragata alemanya SMS Friedrich Carl va interceptar al Vigilante quan estava a punt d'entrar a Cartagena. El vapor va ser enviat a Gibraltar i Gálvez i la tripulació desembarcada a Cartagena. D'altra banda, el governador en funcions d'Alacant D. Lorenzo Abizanda i Abizanda, va enviar una columna de la Guàrdia Civil amb l'objecte de posar ordre a Torrevella, Guardamar i la comarca del Baix Segura.
Torrevella va ser cantonal amb prou feines set dies, des del dissabte 19 en què es va proclamar el Cantó fins al divendres 25 de juliol en què es va restablir de nou el govern municipal lleial a la República.
El dia 26, després de dissoldre's la Junta Federalista local, l'alcalde Antonio Mínguez i els nou regidors que van obtenir el plácet del governador reocuparen els seus càrrecs i van acordar la destitució del secretari, un guàrdia municipal, un agutzil i un macer.
Una vegada superats els primers moments de repressió, davant el rebuig de l'opinió pública, l'Ajuntament va optar per la concòrdia i l'apaivagament. En un ple en què es convidà a tots els grups polítics de la localitat, s'acordà buscar mitjans per remeiar la precària situació, que afectava la convivència ciutadana i a l'ordre públic: impedir que persones alienes al poble sembraren la inquietud i constituir rondes de voluntaris per posar remei als altercats nocturns. En tot açò van col·laborar les tres companyies de voluntaris, a les ordres dels nous comandaments que hi havia en substitució dels quals havia nomenat la Junta Federalista.
El jutge de primera instància va sol·licitar a l'Ajuntament la llista dels membres que havien format part de la Junta Revolucionària. Aquell no va voler facilitar-la adduint que no existien actes on es recollira aquesta informació, i es van limitar a remetre la llista dels membres que formaven la Corporació en els dies en què es va constituir la Junta.
A banda d'intentar cicatritzar les ferides obertes entre la població, la corporació enfocava els seus esforços a reparar la completa ruïna en què havien quedat les arques municipals, per la qual cosa es va acordar una derrama que va afectar la totalitat dels veïns.
Poc després que aquesta es fera efectiva, Torrevella va patir un nou contratemps: l'11 de setembre una segona expedició cantonal, assetjada Cartagena, es va acostar a Torrevella a bord del vapor armat Fernando el Católico, escortat per la fragata blindada Numancia. Aquesta vegada Gálvez i els seus soldats no van ser ben rebuts, sobretot quan un tret fortuït d'un membre de la tripulació va matar un jove torrevellenc.

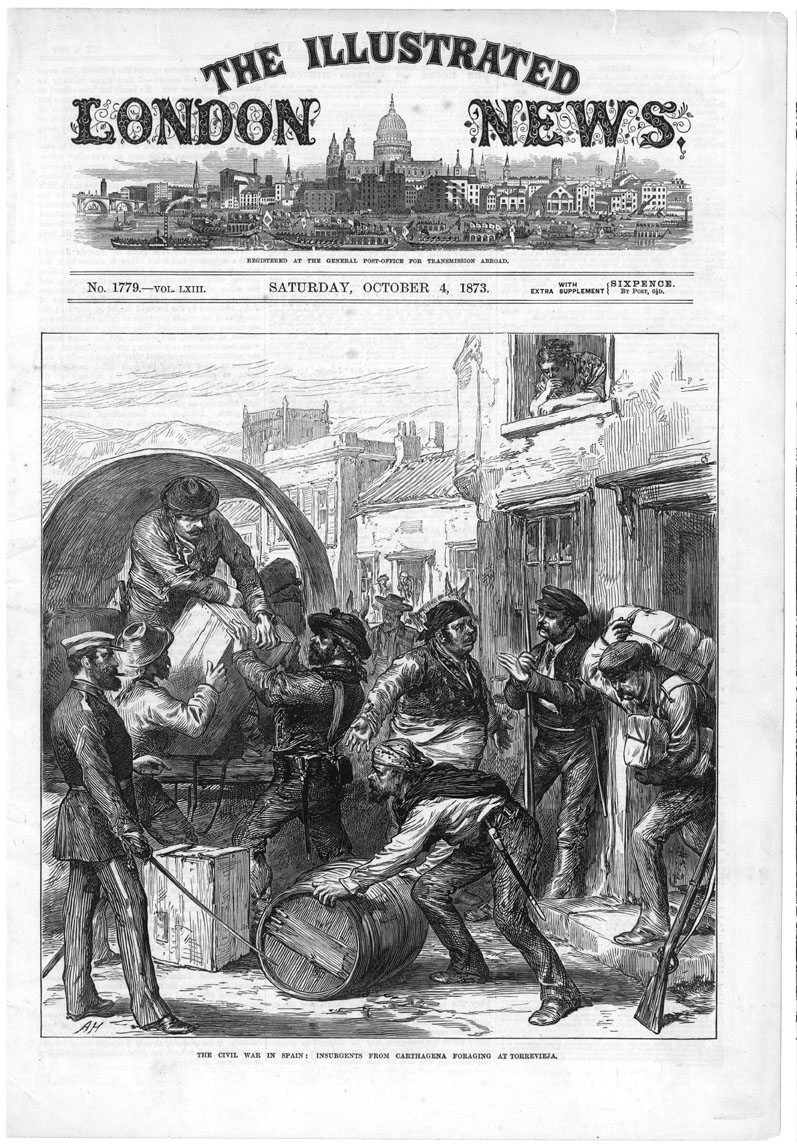
Tropes cantonals saquejant un magatzem de queviures a Torrevella

Els soldats van requisar l'armament de les tres companyies torrevellenques, van prendre els pocs diners existents en la Duana i en l'oficina de les Salines i van fer gran provisió de queviures gràcies al saqueig de dipòsits i magatzems dels germans José i Vicente Castell Satorre. També van decomissar alguns cavalls. Segons una cobla recollida per Luis Daniel Blanco Calero, antic cronista de Torrevella,
| « | En un día se quedó, el pueblo sin voluntarios, los Casteles sin arroz, y el Bartolo sin caballo. | » |

Després de dos dies d'estada, i sense cap col·laboració per part de les autoritats locals, Gálvez es va retirar a Cartagena deixant un rastre de desolació i odi.
Torrevella no va recuperar la normalitat fins al sobreseïment de les causes pels delictes de sedició i insurrecció armada el 28 d'agost de 1877, al qual es van acollir la pràctica totalitat dels encausats en rebel·lia o presents, si exceptuem els responsables de delictes comuns. Els refugiats a Algèria van poder tornar. L'episodi cantonal a Torrevella havia conclòs. En la memòria històrica del poble l'efímer intent cantonalista va quedar unit per sempre al nom d'una dona singular: Concha Boracino.